# Джованни Баттиста Томмази
Фра Джованни Баттиста Томмази (6 октября 1731, Кортона — 13 июня 1805, Катания) — итальянский дворянин, 73-й великий магистр Мальтийского ордена.

## Биография

### 1731—1798
Родился 6 октября 1731 года в Неаполитанском королевстве и вступил в орден рыцарей-госпитальеров ещё молодым, будучи отправлен на Мальту в возрасте 12 лет в качестве почетного пажа Великого магистра Мануэла Пинту да Фонсека. В конце своего пребывания в качестве пажа он был прикреплен к «караванам на море», в котором он был признан одним из лучших моряков Ордена. Позже он был назначен главнокомандующим флотом Ордена. Он также был масоном, будучи членом-основателем ложи вместе с семью другими рыцарями Мальтийского ордена (двое из этих семи позже были удостоены Большого Креста ордена: граф Литта и близкий друг великого магистра Эммануэля де Рогана Абель де Лорас). Томмази был награждён Орденом Большого креста, вошёл в его большой совет и получил важную административную роль в ордене. После смерти байи Мазея, в 1784 году, Леопольд, великий герцог Тосканы, сделал Томмази министром великого магистра.

### 1798—1803
В 1798 году Наполеон Бонапарт захватил Мальту, и великий магистр Фердинанд фон Гомпеш отрекся от престола. Томмази и другие рыцари были вынуждены покинуть остров и рассеялись по всей Европе. Часть ордена перегруппировалась в России и выбрала Павла I Великим магистром, но Папа не признал этого избрания, так как чувствовал, что орден не может возглавлять женатый русский православный человек, который никогда не принадлежал к ордену. После смерти Павла, его сын Александр I решил покончить с этой нерегулярной ситуацией и отказался быть Великим магистром. Тем временем англичане захватили Мальту, и союзные страны согласились восстановить орден, всё ещё рассеянный по Европе и России и потому неспособный собраться на генеральную ассамблею. Таким образом, избрание нового Великого магистра было (только в данном случае) отложено до папы (тогда папы Пия VII), причем каждый приорат представлял ему кандидата — Томмази (тогда находившийся в изгнании в Мессине) был одним из этих кандидатов.
В сентябре 1802 года, Папа Пий VII предложил этот пост Байи Бартоломео Русполи (родился в 1754 году), римскому принцу, который был генералом галер ордена в течение четырёх лет, но Русполи был тогда в Шотландии и отказался. Вторая консистория избрала Томмази Великим магистром 9 февраля 1803 года по рекомендации Александра I и Фердинанда IV, короля Неаполитанского, и он был назначен 11 марта того же года.

### 1803—1805
Сразу после своего назначения Томмази отправил командующего де Бюсси на Мальту, чтобы потребовать от британцев оставить остров в соответствии со статьей 10 Амьенского договора и передать правительственный дворец в форте Валлетта. Британский губернатор Александр Болл 2 марта 1803 года ответил, что некоторые державы все ещё не признают независимость Мальты, и поэтому Британия уполномочена продолжать базировать войска на острове и что правительственный дворец (занятый британскими гражданскими служащими) не может быть освобожден. Болл признал, что Великий магистр сможет обосноваться во дворце Бошетта, но что до тех пор, пока этот дворец не будет обставлен мебелью, Томмази должен временно обосноваться на Сицилии. В ответ Томмази созвал общее собрание ордена в церкви ордена в Мессине 27 июня 1803 года.
Зачитав собравшимся папскую буллу о своем избрании великим магистром, Томмази потребовал, чтобы Орден проявил единство, дабы гарантировать свое дальнейшее существование и свои исторические статуты. Затем он поселился в Катании на Сицилии, где собрал канцелярию и архивы Ордена. Августинский монастырь был предоставлен в их распоряжение, в то время как сам Томмази жил в соседнем дворце, где он умер 13 июня 1805 года в возрасте 74 лет, назначив вместо себя лейтенантом ордена Байи Иннико Марию Гевару-Суардо. Он был похоронен в кафедральном соборе Катании а также увековечен в соборе Кортона, где установлен кенотаф в его память (несколько его вещей находятся в музее в Кортоне). Назначение Суардо было подтверждено папой и священным советом Ордена, и он занимал его с тех пор до своей смерти 15 апреля 1814 года. Затем Орден управлялся другими лейтенантами до тех пор, пока очередные выборы не были одобрены Папой в 1879 году.